# Mus (Cognomen)
Mus (lateinisch: „Maus“) ist ein römisches Cognomen, das von einer plebeischen Familie der gens Decia verwendet wurde.

## Namensträger
- Publius Decius Mus (Konsul 340 v. Chr.) († 340 v. Chr.), römischer Politiker
- Publius Decius Mus (Konsul 312 v. Chr.) († 295 v. Chr.), römischer Politiker, Konsul 312, 308, 297 und 295 v. Chr.
- Publius Decius Mus (Konsul 279 v. Chr.) († 279 v. Chr.), römischer Politiker
- Quintus Decius Mus, Vater des Konsuls von 340 v. Chr.[2]